# Jermaine Hylton
Jermaine Samuel Hylton (* 28. Juni 1993 in Birmingham) ist ein englischer Fußballspieler, der beim FK Kauno Žalgiris in der A Liga unter Vertrag steht.

## Karriere
Jermaine Hylton begann seine Karriere etwa 25 km südwestlich seiner Geburtsstadt Birmingham gelegen bei den Kidderminster Harriers. Innerhalb seiner Jugendzeit wechselte er zu Birmingham City, neben Aston Villa größter Verein der Stadt in den West Midlands. Im Jahr 2009 war Hylton im Finale der Sky1-TV-Talentshow Wayne Rooney's Street Striker.
Ab dem Jahr 2012 spielte Hylton für Redditch United in der Southern Football League. Im Januar 2015 wechselte er zum englischen Drittligisten Swindon Town. Am 12. Januar 2015 spielte Hylton zum ersten Mal für Swindon, als er Andy Williams in der 87. Minute beim 3:0-Sieg gegen Coventry City ersetzte. Drei Monate nach seinem Debüt als Profi erzielte er im April 2015 sein erstes Tor das zugleich das Siegtor gegen Peterborough United bedeutete. Von Oktober 2016 bis Januar 2017 war der Stürmer an den AFC Guiseley in die National League verliehen.
Ab Juli 2017 stand er für zwei Jahre beim Fünftligisten Solihull Moors unter Vertrag. Danach wechselte er nach Schottland zum FC Motherwell und Ross County. 2021/2022 stand er bei den Walisern AFC Newport County in der EFL League Two unter Vertrag. Danach spielte er für Rushall Olympic (West Midlands) und FC Arbroath. 2024 wechselte er zum in der A Liga spielenden litauischen Verein FK Kauno Žalgiris.